# Tage Rudling
Tage Germund Rudling, född den 14 oktober 1859 i Jönköping, död den 11 januari 1946 i Nyköping, var en svensk jurist. Han var son till Arnold Georg Rudling.
Rudling blev 1878 student vid Uppsala universitet, 1879 vid Lunds universitet, där han avlade examen till rättegångsverken 1882. Han blev vice häradshövding 1886 och adjungerad ledamot i Göta hovrätt 1892. Rudling var häradshövding i Nyköpings domsaga 1900–1929. Han blev riddare av Nordstjärneorden 1911 och kommendör av andra klassen av samma orden 1929. Rudling vilar i en familjegrav på Västra kyrkogården i Nyköping.